# Новопокровский сельский совет (Крым)
Новопокровский сельский совет (укр. Новопокровська сільська рада, крымскотат. Novopokrovka köy şurası) — согласно законодательству Украины — административно-территориальная единица в Красногвардейском районе Автономной Республики Крым, расположенная в восточной части района в степной зоне полуострова, в долине Салгира в нижнем течении. Население по переписи 2001 года — 3754 человека. Сельсовет занимает 94 км².
К 2014 году состоял из 7 сёл:

| - Новопокровка - Красная Долина - Мироновка - Мускатное | - Невское - Новодолинка - Проточное |

## История
Ново-Покровский сельсовет был создан в начале 1920-х годов в составе Джанкойского района. По результатам всесоюзной переписи 17 декабря 1926 года сельский совет включал 12 населённых пунктов с населением 1878 человек.
Постановлением Президиума КрымЦИКа «Об образовании новой административной территориальной сети Крымской АССР» от 26 января 1935 года был создан немецкий национальный (лишённый статуса национального постановлением Оргбюро ЦК КПСС от 20 февраля 1939 года) Тельманский район (с 14 декабря 1944 года — Красногвардейский) и селmcjdtn включили в его состав. С 25 июня 1946 года совет в составе Крымской области РСФСР, а 26 апреля 1954 года Крымская область была передана из состава РСФСР в состав УССР. На 15 июня 1960 года в составе сельсовета числились населённые пункты:

| - Вавилово - Красная Долина | - Мироновка - Мускатное | - Невское - Новодолинка | - Новопокровка - Проточное |

К 1968 году Вавилово включили в состав Найдёновки и совет обрёл современный состав. С 12 февраля 1991 года сельсовет в восстановленной Крымской АССР, 26 февраля 1992 года переименованной в Автономную Республику Крым. С 21 марта 2014 года в составе Крыма аннексирован Россией. Законом «Об установлении границ муниципальных образований и статусе муниципальных образований в Республике Крым» от 4 июня 2014 года территория административной единицы была объявлена муниципальным образованием со статусом сельского поселения.